# チャーリーS.W.コウ
チャーリー S.W. コウ（チャーリー エス ダブリュ コウ、1989年7月26日 - ）は、日本の画家、美術作家。本名は高 成原（こう せいげん、朝:고 성원(コ・ソンウォン））。京都造形芸術大学卒業。

## 来歴
1989年京都市生まれ。小学生の頃の一時期を奈良市で過ごし、中学・高校は自宅のある京都から大阪市内の学校に通っていた。社会人を経験した後に京都造形芸術大学芸術学部日本画コースに入学し、2016年3月に卒業。2015年3月にニューヨークで開催されたArtexpo2015に参加して以降、海外のアートイベントへの出展も多い。
鉛筆によるフォトレアリズムを得意とし、20歳前後の女性のかわいらしい表情を、大首絵のような構図で描いた作品が知られている。女性をモチーフにしている理由は、映像作家のスミスの作品に感動したことがきっかけであり、現在でも音楽やMVからインスピレーションを受けることが多い。
主な取り扱い画廊は、EMPギャラリー。

## 人物
アシンメトリーの髪型に、白縁の眼鏡が特徴。その容姿や、若い女性の絵を描いているということからチャラいと思われがちであり、本人も敢えてそのキャラクター（「ちゃらちゃらチャーリー」）を演じている。しかし、実際は真面目な性格で、IQは130以上ある。
「チャーリー」とはもともと、本人がスヌーピーの大ファンであることから、チャーリー・ブラウンに由来してつけられた渾名である。「高成原」よりも「チャーリー」のほうが名前を覚えてもらいやすいことや、国籍や政治にとらわれず、自らの判断で表現をしていきたいという考えのもと、国籍がわからない名前として「チャーリー S.W. コウ」と名乗っている。なお、名刺におけるアルファベット表記は“Charles Seong-Won Ko”としている（“Charlie”ではない）。
個展の際にはWikipediaのページを模したプロフィールを掲示している。これは、「ただ単なる遊び半分」であったものの、「いつか本当にWikipediaに載れるくらいに有名になりたい、という目標」も含んでいたと語っている。
なお、そのプロフィールでは、当面の目標を｢画集を出版して印税生活を送ること」としている。

## 主な個展・出展履歴など
- キョウト、エンピツ、オンナノコ。（京都/ギャラリー無花果、2015年）
- Artexpo2015（ニューヨーク、2015年）
- 慶南国際アートフェア（韓国 昌原、2015年）
- EMPギャラリー　取扱いアーティスト展（東京/EMPギャラリー、2015年）
- 風月舎ギャラリー常設展（上海/風月舎ギャラリー、2015年）
- 北白川に月が見えていた（京都/gallery N78、2016年）
- あなたの胸が、高鳴るほうへ（京都/gallery素、2016年）
- また、ここで会えそうな気がした（京都/cumono gallery、2016年）
- 終着地点の、その先へ。（京都/ぎゃらりー あーとぺーじ唯心、2016年）